# Cynthia McLeod
Cynthia Henri McLeod (Paramaribo, 4 de octubre de 1936) es una novelista de Surinam.

## Biografía
McLeod nació en Paramaribo. De soltera se llamaba Cynthia Ferrier; y era hija de Johan Ferrier, el primer presidente de Surinam.
Realizó sus estudios secundarios en Surinam y continuó su educación universitaria en los Países Bajos, donde estudió para maestra de Cuidado de Niños y Educación. Se casó con el Dr. Donald McLeod a quien conoce en los Países Bajos. En 1962 regresan a Surinam, donde McLeod estudió enseñanza del idioma neerlandés y literatura neerlandesa. Desde 1969 hasta 1978 ella enseñó Literatura y Lengua Neerlandesa en cursos preuniversitarios en Paramaribo. En 1978 su esposo, Donald McLeod, fue designado embajador de Surinam en Venezuela. Posteriormente fue embajador de Surinam en Bélgica y los Estados Unidos. En el exterior Cynthia McLeod comenzó a escribir, y especialmente durante su estadía en Bélgica tuvo la oportunidad de realizar investigaciones en los archivos de La Haya, Ámsterdam, Róterdam, Emmerich, y Colonia.
En 1986 los McLeod regresaron a Surinam y en 1987 su primera novela Hoe duur was de suiker? ("¿Cuánto fue el azúcar?") fue publicada por la casa Vaco de Paramaribo. Su primera edición se agotó rápidamente y Cynthia McLeod se convirtió de la noche a la mañana en la novelista más famosa de Surinam. Esta novela histórica sobre la industria de la caña de azúcar en el siglo XVIII fue publicada por su editor holandés Conserve. Posteriormente ella escribió otras novelas históricas.

## Elisabeth Samson
Durante cinco años McLeod estudió la vida de Elisabeth Samson. Samson era una negra libre cuyo nombre ocupa un sitio destacado en la historia de Surinam porque quería casarse con un hombre blanco (lo cual estaba prohibido en la colonia de Surinam durante la primera mitad del siglo XVIII). Los resultados de esta investigación se publicaron originalmente como un estudio de la Facultad de Antropológioa Cultural de la Universidad de Utrecht. Durante el período de ocho años subsecuente McLeod estudió la estructura social y la vida de este período, lo cual le permitió ubicar a Elisabeth como una de raza negra persona libre en esta sociedad dominada por los prejuicios y la supremacía blanca. Luego Cynthia escribió su novela: Elisabeth la negra libre, prisionera del color.

## Otras actividades
Como resultado de sus largas investigaciones McLeod ha adquirido un gran conocimiento de la historia de Surinam; ella gusta de compartir este conocimiento con la sociedad de Surinam. Para los jóvenes escolares de Surinam ella organiza paseos educativos gratuitos en su barco a motor llamado Sweet Merodia. Durante estos recorridos por los ríos de Surinam y las plantaciones antiguas, ella cautiva a su audiencia con relatos sobre el pasado. Ella participa de recorridos históricos por la zona antigua de la ciudad de Paramaribo, que desde el 2002 ha sido designado patrimonio cultural por UNESCO.

## Obras
Novelas históricas
- Hoe duur was de suiker (1987), ISBN 90-5429-056-0
- Vaarwel Merodia (1993), ISBN 99914-0-047-8
- Ma Rochelle Passée Welkom El Dorado (1996), ISBN 90-5429-053-6
- Tweemaal Mariënburg (1997), ISBN 90-5429-087-0
- Herinneringen aan Mariënburg (1998), ISBN 99914-0-055-9
- De vrije negerin Elisabeth (2000), ISBN 90-5429-078-1
- The Free Negress Elisabeth (2005), ISBN 99914-712-0-0
- ... die revolutie niet begrepen!... (2005), ISBN 90-5429-201-6
- Tutuba. Het meisje van het slavenschip Leusden (2013), ISBN 978 90-5429-357-6
- Zenobia – Slavin op het paleis (2015), ISBN 90-5429-399-3

Estudios
- Elisabeth Samson; een vrije zwarte vrouw in het achttiende-eeuwse Suriname (1993/1996), ISBN 90-5429-0544
- Slavernij en de Memorie (2002), ISBN 90-5429-159-1
- Kriskras door Frimangron (2003), ISBN 90-6832-537-X
- Paramaribo. Stad van harmonische tegenstellingen (2007), ISBN 978-90-5429-237-1

Libros para niños y musicales
- Lafu (1992)
- Toen het vakantie was (1999), ISBN 99914-8702-6
- De kinderen van de Burenstraat (1997)
- Het Grote Regenwoud (2003)